# 가메오카역
가메오카역(일본어: 亀岡駅, かめおかえき 카메오카에키[*])은 일본 교토부 가메오카시에 위치한 서일본 여객철도의 역이다.

## 역 구조
섬식 승강장으로 2면 4선의 대피 및 교환이 가능한 지상역이다. 교상 역사를 가지고 있다. 이코카 및 제휴 교통카드의 사용이 가능하다.

### 승강장
| 1 | ■ 사가노 선 | 상행 | 교토 방면                |
| 2 | ■ 사가노 선 | 상행 | 교토 방면                |
| 2 | ■ 사가노 선 | 하행 | 소노베 · 후쿠치야마 방면 |
| 3 | ■ 사가노 선 | 하행 | 소노베 · 후쿠치야마 방면 |
| 4 | ■ 사가노 선 | 하행 | 소노베 · 후쿠치야마 방면 |
| 4 | ■ 사가노 선 | 상행 | 교토 방면                |

## 역사
- 1899년 8월 15일: 교토 철도 사가 ~ 소노베 간 연장에 따라 개업하였다.
- 1907년 8월 1일: 국유화에 따라 일본국유철도의 노선이 되었다.
- 1909년 10월 12일: 노선 명칭 제정에 따라 교토 선의 일부가 되었다.
- 1912년 3월 1일: 노선 명칭 개정에 따라 산인 본선의 일부가 되었다.
- 1987년 4월 1일: 민영화에 따라 서일본 여객철도의 소속이 되었다.
- 2003년 11월 1일: 이코카의 사용이 가능해졌다.

## 인접정차역
| 서일본 여객철도 산인 본선 | 서일본 여객철도 산인 본선 | 서일본 여객철도 산인 본선 |
| ------------------------- | ------------------------- | ------------------------- |
| 사가아라시야마 교토 방면  | ■ 사가노 선 쾌속          | 나미카와 소노베 방면      |
| 우마호리 교토 방면        | ■ 사가노 선 보통          | 나미카와 소노베 방면      |